# Liechtenstein en los Juegos Olímpicos de Vancouver 2010
Liechtenstein estuvo representado en los Juegos Olímpicos de Vancouver 2010 por cuatro deportistas, tres hombres y una mujer, que compitieron en dos deportes.
El equipo olímpico liechtensteiniano no obtuvo ninguna medalla en estos Juegos.